# Kościół św. Augustyna i św. Jana Chrzciciela w Krakowie

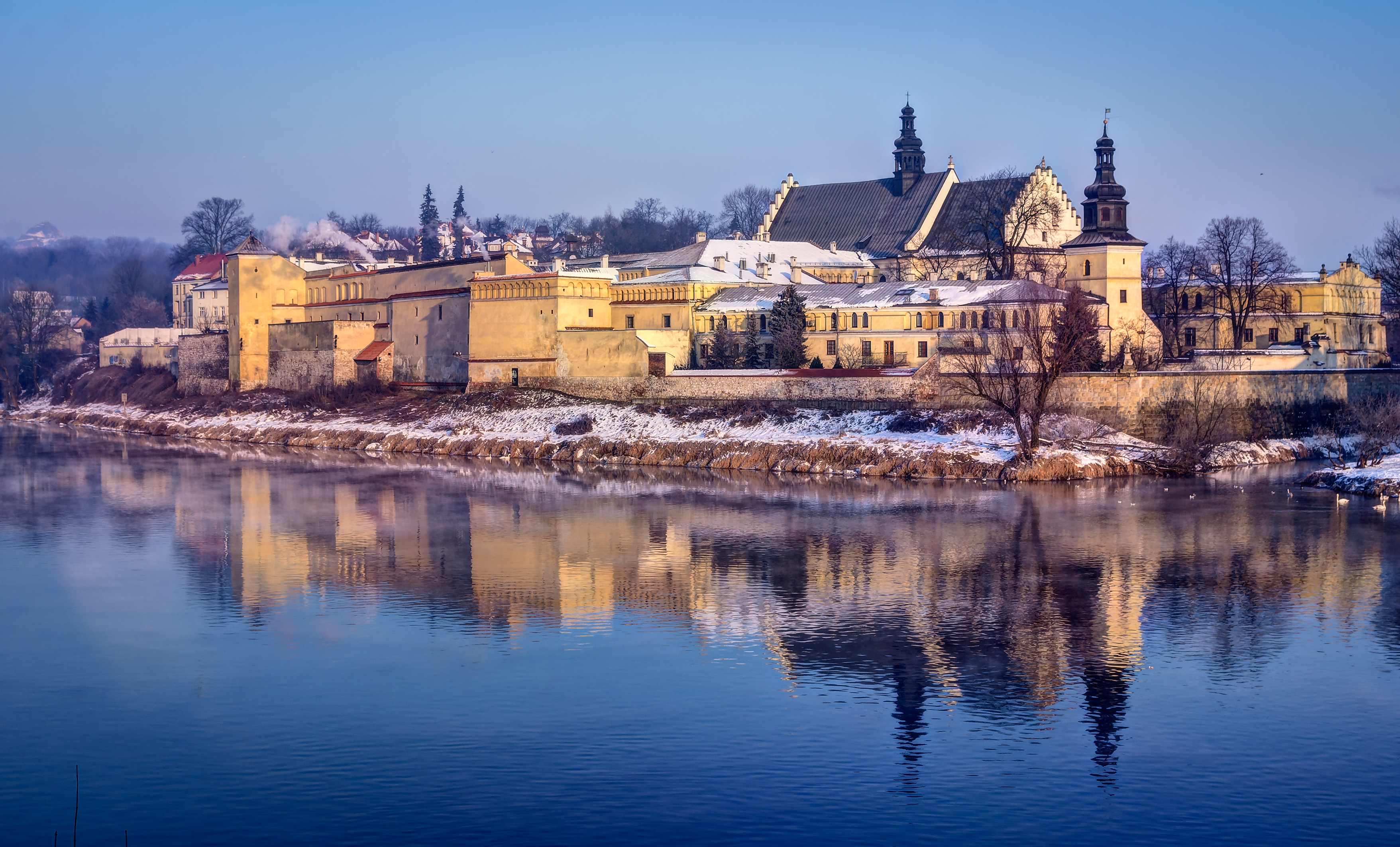
Kompleks klasztorny od Wisły

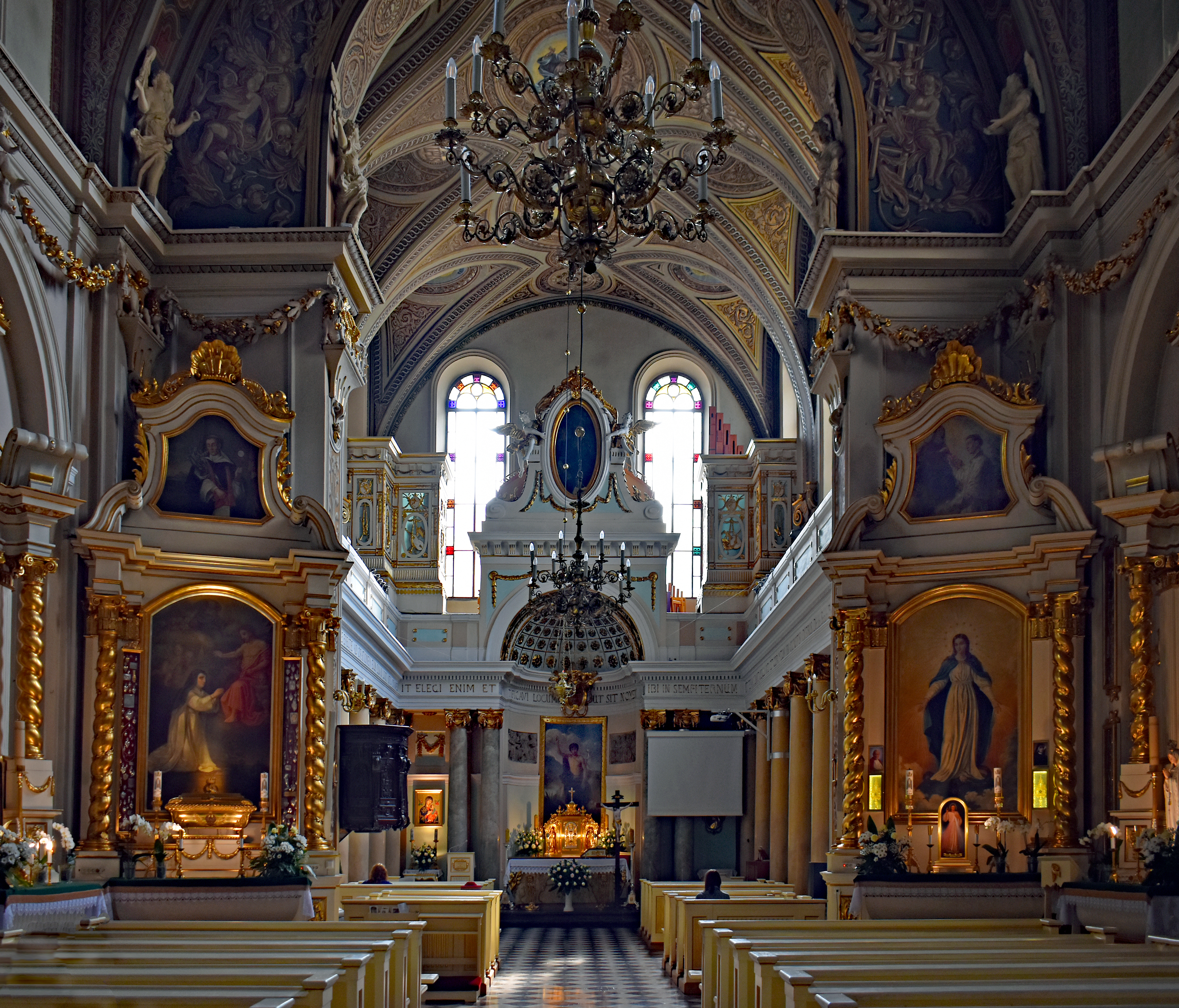
Wnętrze kościoła

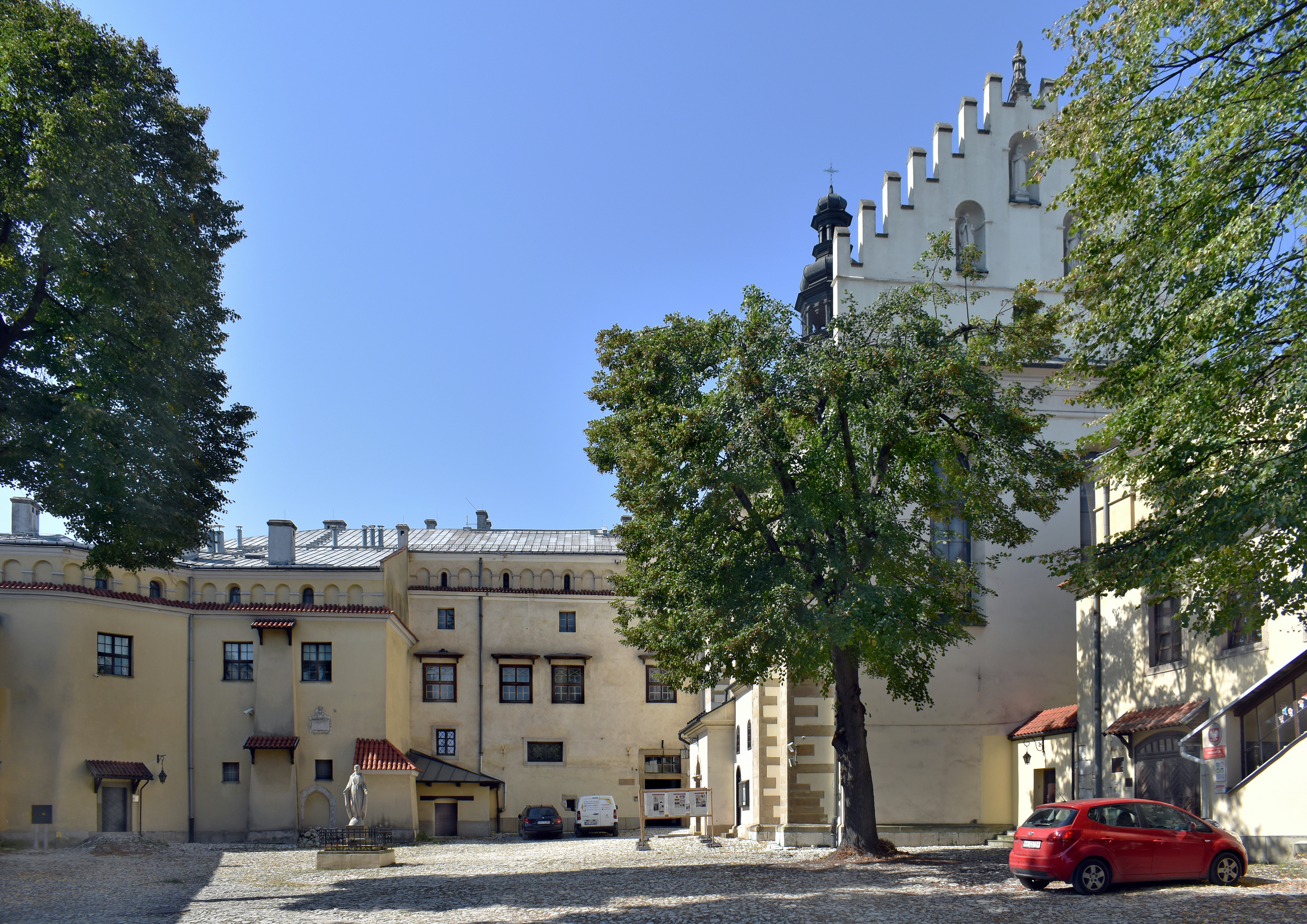
Dziedziniec klasztoru

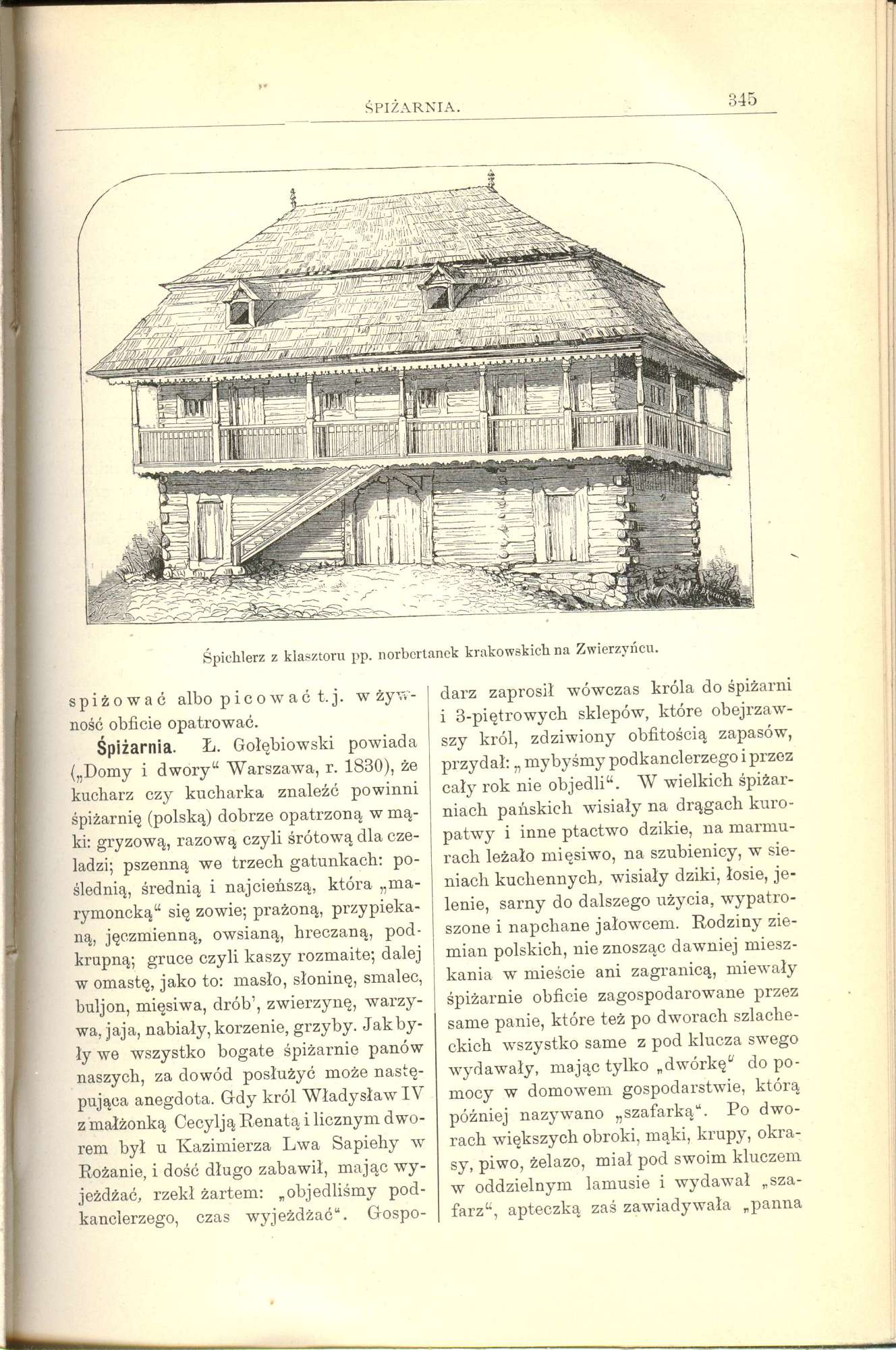
Spichlerz przyklasztorny w Encyklopedii staropolskiej

Kościół św. Augustyna i św. Jana Chrzciciela – zabytkowy rzymskokatolicki kościół parafialny oraz klasztorny norbertanek znajdujący się w Krakowie, w dzielnicy VII Zwierzyniec przy ul. Tadeusza Kościuszki 88, na Zwierzyńcu. Wraz z przylegającym do niego klasztorem norbertanek tworzy największy po Wawelu kompleks zabytkowy miasta. 

## Historia klasztoru
Klasztor powstał w II połowie XII wieku, konsekrowany prawdopodobnie w 1181 roku. Jak głosi tradycja, jego fundatorem był dziedzic Zwierzyńca, rycerz Jaksa Gryfita, który po powrocie z wyprawy krzyżowej do Ziemi Świętej wybudował w 1162 roku klasztor i kościół. 
Według innych źródeł, nie jest to wcale pewne i przyjmuje się ogólnie, że zgromadzenie reguły św. Norberta powstało na Zwierzyńcu między 1144 a 1165 rokiem. Norbertanki, najstarsze żeńskie zgromadzenie zakonne w Polsce, przybyły pod Kraków z Doksau koło Pragi. Uważa się za prawdopodobne, że początkowo był to klasztor dwukonwentualny, rozdział na zgromadzenie żeńskie i męskie mogło nastąpić po 1241 roku po najeździe Tatarów.
Obiekt wówczas został prawie doszczętnie zniszczony, z romańskiego kościoła i klasztoru zachowały się jedynie resztki murów. Najstarsze zachowane obecnie fragmenty pochodzą z XIII w. Jest to m.in. romański portal w kruchcie pod wieżą. Odbudowany w latach 1255–59 kościół wzniesiono z cegły, ponownie w stylu romańskim. Był jednonawowy, z prostokątnym prezbiterium. Według tradycji ponownie zniszczony przez Tatarów w 1260 i 1287.
Zachowane do dzisiaj mury i baszty pochodzą z czasów Władysława Jagiełły. Miały wówczas charakter obronny, klasztor położony był wówczas poza bramami miasta. W XVIII w. w fortyfikacjach klasztornych przechowywano broń i działa, które zostały przekazane w 1794 roku Tadeuszowi Kościuszce. Kościół spłonął w 1527 oraz w 1587 roku, w czasie oblężenia Krakowa przez wojska arcyksięcia Maksymiliana Habsburga. Obecny wygląd pochodzi z czasu jego wielkiej przebudowy przeprowadzonej w latach 1596–1626, kiedy konwentem rządziła ksieni Dorota Kątska. Przebudowy tej dokonali Jan Trewano i Jan Petrini. W niewielkim stopniu został zniszczony podczas potopu szwedzkiego. Kościół został kilkakrotnie dotknięty przez wylewy Wisły (1527, 1736, 1813). 
Pierwsze lata XX w. przyniosły zasadnicze zmiany w najbliższym otoczeniu klasztoru. Aby zapobiec systematycznie powtarzającym się klęskom powodzi w tej części Krakowa, w latach 1903–1910 przeprowadzono regulację Rudawy. Nowe ujście wytyczono prosopadle do Wisły, odcinając część zabudowań klasztornych. Zburzono przy tym ostatni w mieście młyn. Wzniesiony został przesadnej wysokości most na Rudawie, a nasypem i groblą poprowadzono drogę, przez co klasztor znalazł się w zagłębieniu terenu, tracąc wiele walorów widokowych. Wywołało to protesty miłośników zabytków Krakowa. O skutkach regulacji rzeki Stanisław Tomkowicz napisał wówczas: „Sprowadziła na Zwierzyniec najazd Wandalów, w osobach inżynierów, kierujących robotami. Niszczyli klasztor Mongołowie i Szwedzi – nasi technicy pozazdrościli im sławy i trofeów”. 
Obecny wystrój kościoła pochodzi z XVIII wieku, kiedy konwentem rządziły ksieni Brygida i Magdalena Otffinowskie. Wnętrze składa się z prostokątnej nawy i prezbiterium zakończonym prostą ścianą. W nawie znajdują się barokowe ołtarze boczne, m.in. ołtarz bł. Bronisławy wraz z relikwiarzem i obrazem przedstawiającym błogosławioną (autorstwa Wojciecha Eliasza-Radzikowskiego). Klasycystyczną kolumnadę okalającą prezbiterium zaprojektował ks. Sebastian Alojzy Sierakowski; w absydzie znajduje się wizerunek św. Jana Chrzciciela autorstwa Władysława Łuszczkiewicza. Nad ołtarzem znajdują się organy widoczne z nawy jako dwie ozdobne szafy po obu stronach okna.
Klasztor, będący jednym z najpiękniejszych obiektów architektonicznych Krakowa, posiada cenny zbiór rękopisów i starodruków, a także zbiór tkanin i zabytków rzemiosła artystycznego.

### Młyn zwierzyniecki
Ścisły związek z klasztorem miał młyn, wzmiankowany już w roku 1254. Informacje o nim znajdują się również w dokumentach klasztornych z XIV i XV wieku. W roku 1656 młyn został doszczętnie zniszczony przez Szwedów, ale ksieni Dorota Łukowska bardzo szybko go odbudowała. Po kilkudziesięciu latach padł on pastwą pożaru. Ksieni Zofia Kącka poleciła wznieść nowy młyn na dużym dziedzińcu klasztornym, opodal dzisiejszego mostu na Rudawie. Przez kilkaset lat służył on mieszkankom klasztoru i okolicznej ludności. Został zburzony w roku 1908, w związku ze zmianą koryta Rudawy.

## Tradycje i legendy
Z klasztorem Norbertanek związanych jest wiele tradycji i legend charakterystycznych dla Krakowa, będących wizytówką miasta: przy klasztorze co roku w Poniedziałek Wielkanocny odbywa się tradycyjny odpust zwany Emaus. W oktawę Bożego Ciała w klasztorze zatrzymuje się w swoim pochodzie Lajkonik i po harcach na dziedzińcu rusza w kierunku Rynku Głównego, bo, jak podaje legenda, właśnie u stóp klasztoru przed wiekami włóczkowie pojmali Tatarów. Do klasztoru zmierza co roku procesja Arcybractwa Męki Pańskiej, gdzie na dziedzińcu klasztornym wita ich ksieni norbertanek. 
Przez historię klasztoru przewijają się opowieści o napadach Tatarów, przed którymi kiedyś siostry uciekły na pobliskie wzgórze Góra św. Bronisławy. Jedna z nich, św. Bronisława, nie wróciła już do klasztoru – pustelnię miała w okolicy dzisiejszego Kopca Kościuszki.

### Legenda o dzwonie topielców
Tajemnicą klasztoru jest również Dzwon topielców. Są różne wersje tej legendy, a w klasztornych księgach pojawiają się zapisy o kłopotach z pękniętym dzwonem. 
Było to dawno temu, kiedy przy klasztorze, położonym w dogodnym miejscu do przeprawy przez Wisłę, bo gdy woda opadała, można było przejechać konno na drugi brzeg, cumował prom. Korzystali z niego kupcy, jako że leżał na szlaku handlowym. Pewnej nocy ogromna wichura zerwała linę i prom popłynął z nurtem Wisły. Siostry zamierzały wybudować nowy. Nim to jednak nastąpiło, stało się nieszczęście: w nocy obudził je dźwięk sygnaturki, a kiedy przerażone wybiegły z cel, ujrzały jeźdźców pędzących na koniach – byli to kupcy – a za nimi ordę tatarską. Uciekający kierowali się w stronę przystani, nie wiedząc, że promu tam nie ma. Przybór wody nie pozwalał na bezpieczną przeprawę. I kupcy, i Tatarzy w pogoni za nimi, rzucili się w nurt Wisły. Utonęli wszyscy z wyjątkiem jednego kupca. Ten postanowił ufundować dzwon dla klasztoru. Ksieni Norbertanek wraz z kilkoma zaufanymi mniszkami udała się do Olkusza do znanego ludwisarza. Pozostałe siostry modliły się w tym czasie w klasztorze o pomyślność dzieła. Kiedy ludwisarz przywiózł dzwon, wielkie było zdumienie wszystkich; okazało się, że był pęknięty. Nie pomogły jeszcze dwie próby odlania dzwonu, za każdym razem miał pęknięcie. Podobno z tego powodu ludwisarz miał się targnąć na życie. Dzwon ze skazą w końcu zawisł w klasztorze. Mówiono o nim, że jest niedokończony, tak jak było niedokończone życie tych, którzy utonęli w Wiśle. Dzwon odzywał się co wieczór, dziesięcioma uderzeniami wzywał siostry na modlitwę za dusze topielców. Tradycja ta trwała do 1917 roku, aż Austriacy zarekwirowali go na armaty.
Inna legenda głosi, ze Tatarzy podczas któregoś napadu zerwali dzwon i utopili w Wiśle. Od tej pory w noc świętojańską wody Wisły rozstępują się, na powierzchnię wypływa dzwon i słychać go, aż zegar ratuszowy wybije północ. 